# Thomas Tharayil
Thomas Tharayil (Kaipuzha, 5 maggio 1899 – Kottayam, 26 luglio 1975) è stato un vescovo cattolico indiano.

## Biografia
Fu ordinato prete il 18 dicembre 1926.
Eletto vescovo titolare di Azoto il 9 giugno 1945, ricevette la consacrazione episcopale il 7 ottobre successivo.
L'8 gennaio 1945 succedette, per coadiutoria, alla sede residenziale di Kottayam per i siro-malabaresi.
Nel 1947 iniziò a occuparsi della fondazione dell'istituto secolare Caritas, eretto canonicamente nel 1962.
Rinunciò alla guida della diocesi il 5 maggio 1974.

## Genealogia episcopale
La genealogia episcopale è:
- Vescovo Johannes Wolfgang von Bodman
- Vescovo Marquard Rudolf von Rodt
- Vescovo Alessandro Sigismondo di Palatinato-Neuburg
- Vescovo Johann Jakob von Mayr
- Vescovo Giuseppe Ignazio Filippo d'Assia-Darmstadt
- Arcivescovo Clemente Venceslao di Sassonia
- Arcivescovo Massimiliano d'Asburgo-Lorena
- Vescovo Kaspar Max Droste zu Vischering
- Vescovo Joseph Louis Aloise von Hommer
- Vescovo Nicolas-Alexis Ondernard
- Vescovo Jean-Joseph Delplancq
- Cardinale Engelbert Sterckx
- Vescovo Jean-Joseph Faict
- Arcivescovo Paul Goethals, S.I.
- Patriarca Władysław Michał Zaleski
- Vescovo Alexander Chulaparambil
- Vescovo Thomas Tharayil